# Резач
Резач е село в Северна България. То се намира в община Златарица, област Велико Търново.
Село Резач се намира в планински район. Предишното име на селото е било Сюнетчилери. В центъра на селото се намира кметството. Има обновена джамия от времето на османската власт на българските земи. Открити са еко пътеки, които водят до Стара Речка и до Рибарци.
В дивия животински свят се срещат: чакал, лисица, орел, дребни гризачи, влечуги, земноводни и насекоми. Срещат се и вълк, бухал и диви свине.
Летният климат през деня е топъл, а когато понякога започне да се стъмва става по-прохладен. Зимата е сравнително тежка, дори в някои случаи повече от обичайното.
В близост до селото се намират други две села – Калайджии (на 4,2 км от Резач) и Средно Село (на 5,1 км от Резач).

## Население
Преброяване на населението през 2011 г.
Численост и дял на етническите групи според преброяването на населението през 2011 г.:
|                     | Численост | Дял (в %) |
| Общо                | 96        | 100,00    |
| Българи             | 31        | 32,29     |
| Турци               | 11        | 11,45     |
| Цигани              | 0         | 0,00      |
| Други               | 0         | 0,00      |
| Не се самоопределят | 0         | 0,0       |
| Неотговорили        | 54        | 56,25     |